# روبرتو هويرتا
روبرتو هويرتا (بالإسبانية: Roberto Huerta)‏ هو سياسي أرجنتيني، ولد في 7 أبريل 1917 في بانفيلد، بوينس آيرس في الأرجنتين، وتوفي في 17 يناير 2003 في بوينس آيرس في الأرجنتين. انتخب Federal interventor of Córdoba ‏.